# Kunstverein Giannozzo
Der Kunstverein Giannozzo (Giannozzo, Verein zur Förderung der aktuellen plastischen Kunst e. V.) war ein 1987 in Berlin gegründeter Kunstverein, der 2008 liquidiert wurde und erloschen ist. Sein Name bezieht sich auf die Erzählung "Des Luftschiffers Giannozzo Seebuch" von Jean Paul. Der Verein hatte bis 1990 einen festen Ausstellungsraum in der Suarezstraße in Berlin-Charlottenburg.
Er stellte plastische Arbeiten von Künstlern vor, die über den herkömmlichen Begriff von Skulptur hinausgehen. Schwerpunkte im Programm des Kunstvereins bildeten raum- und situationsbezogene künstlerische Arbeiten und solche, welche die Zeitdimension in die eigentliche Bildhauerkunst einbeziehen, wie etwa Klanginstallationen und Performances.

## Geschichte
Der Verein wurde von den Künstlern Ulrich Eller, Rolf Julius, Rolf Langebartels, Norbert Radermacher u. a. sowie dem Philosophen Hannes Böhringer gegründet. Der Verein führte die Arbeit der Galerie Giannozzo weiter, die Rolf Langebartels von 1978 bis 1986 in Berlin als non-profit-Galerie leitete. Rolf Langebartels war von 1987 bis 2001 als Geschäftsführer der künstlerische Leiter. Anschließend übernahm Christine Hoffmann die Funktion der Geschäftsführerin bis 2006.
Im Raum des Vereins wurden Installationen gezeigt, meist Klanginstallationen wie z. B. Joe Jones Music-Store im Jahr 1990. Ein weiterer Schwerpunkt waren künstlerische Arbeiten an anderen Orten und in anderen Räumen der Stadt, so z. B. im Kulturforum Villa Oppenheim in Berlin-Charlottenburg oder im Keller der Monumentenstraße 24 in Berlin-Kreuzberg. Von 1990 bis 1993 veranstaltete der Kunstverein Giannozzo eine Serie von Giannozzo LIVE Festivals mit Konzerten und Performances. Die Festivals wurden von Ingo Kratisch auf Video-DVDs dokumentiert. 1996 und 1998 folgten ähnliche Festivals in Baitz, Brandenburg.
Der Kunstverein organisierte eine Reihe von Symposien, die sowohl Vorträge von Wissenschaftlern und Philosophen als auch Werke von Künstlern, Komponisten und Performern präsentierten. Hannes Böhringer leitete die drei Symposien "Discretio.Trennungsstriche und Verbindungslinien zwischen Kunst, Musik und Wissenschaft", Symposium im Juleum, Helmstedt, 1988, "Gefährlich leben, Symposium zum Begriff des Experimentellen in Kunst und Wissenschaft", Einsteinturm auf dem Telegraphenberg, Potsdam, 1991 zusammen mit dem Merve Verlag und "Symposium Feedback. Das Phänomen der Rückkopplung in Kunst und Wissenschaft", Kloster Plasy, Böhmen, Tschechien, 1994.
Grund für die Auflösung des Kunstvereins im Jahre 2008 war, dass es nicht gelang, eine kontinuierliche, institutionelle, finanzielle Förderung zu erreichen. Der Verein finanzierte seine Arbeit durch Mitgliedsbeiträge und hauptsächlich durch Projektmittel, wie z. B. der Initiative Neue Musik Berlin, Berlin oder der Stiftung Kunstfonds, Bonn. Die künstlerische Leitung des Kunstvereins Giannozzo war eine ehrenamtliche Tätigkeit. Ab 2007 konnte dafür keine Person mehr gewonnen werden.